# Метод водогазового циклічного діяння
Метод водогазового циклічного діяння (впливу), (рос. метод водогазового циклического воздействия; англ. method of cyclic water-gas injection; нім. Methode f der wassergaszyklischen Wirkung) — один із методів підвищення нафтовилучення із пласта, суть якого полягає в почерговому нагнітанні газу і води, забезпечуючи сумарний вміст у газоводяній суміші одного із агентів 25-75 %. Коефіцієнт витіснення нафти в такому разі збільшується за рахунок наявності в покладі вільного газу на величину граничної газонасиченості (10-15 %), за якої газ є нерухомим.